# Sonia de Borodesky
Sonia de Borodesky (née le 21 août 1926 à Saïgon et morte le 4 février 1999 à Meschers-sur-Gironde) est un marin, écrivain et résistante française d'origine russe. Elle fut la première femme marin de France,, entraînant ainsi la fin de la loi Colbert.

## Biographie
Le père de Sonia appartenait à une grande famille de la noblesse russe d'Ukraine, les princes de Borodesky (écrit aussi parfois Borodaewsky). Il était officier dans la marine du tsar. Lors de la Guerre civile russe, la famille prend le parti des Blancs, mais la défaite les oblige à s'exiler. Le père de Sonia trouve refuge en Indochine, alors française, où il devient directeur de l'Associated oil company of Indochina. Il épouse une Française originaire de Saintonge descendante du baron Joseph Eschassériaux et Sonia naît en 1926 à Saïgon. Elle y passe son enfance puis va vivre à Prague, chez son grand-père, professeur d'économie à l'université, avant de s'installer en France dans la région d'origine de sa mère.
Durant la Seconde Guerre mondiale, Sonia de Borodesky s'engage dans la Résistance puis dans la Première armée française sous les ordres du général Jean de Lattre de Tassigny, futur maréchal de France. Après la guerre, elle épouse à Baden-Baden Fernand Vasseur, un officier de la marine française. Le couple aura cinq enfants. Après le divorce de son époux, elle se mariera, en 1972, à Amédée Delouteau, résistant, décoré de la Médaille des Évadés et marin issu d'une vieille souche béarnaise établie dans l'île d'Oléron lors des Guerres de religion comme officiers des douanes royales à Château-d'Oléron, et dont le frère, René, fut à l'origine de la construction du port de La Côtinière, et l'oncle, Ovide (1902-1988), fut l'aide de camp du « comte de Paris ».
Après le divorce de son premier époux, Sonia se lance dans la marine de pêche avec son propre chalutier, le Voluntas Dei, mais en semi-légalité. En effet, un décret de la loi Colbert qui date du XVIIe siècle, interdit à la gent féminine de monter à bord des navires de pêche, de commerce et de guerre. Cependant la première femme marin de France persévère, malgré de nombreux conflits avec les Affaires maritimes. Elle intègre l'École nationale de la Marine marchande, institution qui n'avait jamais eu de femmes sur ses bancs, et en sort diplômée. Sa bataille administrative contre la loi Colbert se solde par une victoire, le 28 janvier 1963. Dès lors, elle devient légalement mécanicien de pêche.
En parallèle à son activité maritime, Sonia de Borodesky écrit romans, essais et poèmes, dont l'esprit est imprégné par sa foi catholique et son amour de la mer. La Houle, récit autobiographique qui relate ses débuts dans la marine, est traduit en plusieurs langues et reçoit le Prix Maryse Bastié.